# 因滕申冰原島峰
72°56′S 163°46′E / 72.933°S 163.767°E
因滕申冰原島峰是南極洲的冰原島峰，位於維多利亞地的彭內爾海岸，處於索洛冰原島峰和福爾戈滕山之間，由新西蘭探險隊命名。